# 1419
1419 (MCDXIX) var ett normalår som började en söndag i den julianska kalendern.

## Händelser

### Okänt datum
- Söndagsallmosan, ett slags fond, förvaltad av riksrådet och vars avkastning går till allmosor, införs i Sverige.
- En brand härjar Stockholm, varvid bland annat samtliga äldre stadsböcker förstörs.
- Den första defenestrationen i Prag skapar konflikter i Böhmen.

## Födda
- 10 juli – Go-Hanazono, kejsare av Japan.
- Neri di Bicci, italiensk konstnär.
- Barbara Fugger, tysk bankir.

## Avlidna
- 5 april – Vincentius Ferrer, spanskt helgon.
- 22 december – Johannes XXIII, född Baldassare Cossa, motpåve sedan 1410.
- Johan den orädde, hertig av Burgund 1404-1419 (mördad).